# La storia di Alice... fanciulla infelice
La storia di Alice... fanciulla infelice (少年ジャックと魔法使い?, Shōnen Jakku to Mahōtsukai, lett. "Il giovane Jack e la strega"), è un film d'animazione del 1967 diretto da Taiji Yabushita.
Pellicola giapponese prodotta dalla Toei Dōga.